# George E. D. Clyne
George E. D. Clyne est un homme politique grenadien. Il fut ministre en chef de Grenade entre mars et août 1961.

## Biographie
George E. D. Clyne est un avocat, membre du Parti travailliste uni de Grenade (GULP). Lors des élections de mars 1961, il est élu député et son parti obtient la majorité au Parlement de Grenade, battant le Parti national grenadien d'Herbert Blaize. Cependant, le leader du GULP, Eric Gairy, n'est pas élu lors de cette élection. Clyne devient alors Ministre en chef de Grenade et provoque une élection partielle en août 1961 qui permet à Gairy de devenir député et donc Ministre en chef de Grenade. 